# Nicolas Guy Brenet
Pour les articles homonymes, voir Brenet.
Nicolas Guy Brenet, né le 1er juillet 1728 à Paris et mort le 21 février 1792 dans la même ville, est un peintre et graveur français.
Son fils est le médailleur Nicolas-Guy-Antoine Brenet (1770-1846).

## Biographie
Nicolas Guy Brenet est d'abord élève de François Boucher mais subit l'influence de Nicolas Poussin, d'Eustache Le Sueur, de Guido Reni et de Charles Errard. On le reconnaît comme précurseur de Jacques-Louis David et comme annonciateur du futur style troubadour dans ses sujets d'histoire médiévale, commandés dans les années 1770-1775 par la surintendant des bâtiments du roi.
Dans ces œuvres de jeunesse, réalisées de retour d'Italie, en 1761, Nicolas-Guy Brenet illustre des épisodes du récit d'Ovide, les Métamorphoses. La qualité picturale de cet ensemble révèle une aisance décorative, caractéristique d'un style qu'il affectionnera tout au long de sa carrière.
Son nom revient comme auteur de deux tableaux dans l'ouvrage de Millin, à l'article XXXVIII (tome IV) consacré à la chartreuse Notre-Dame de Bonne-Espérance.

## Élèves
- François Gérard, avant 1786.
- Jean-Claude Naigeon, avant 1780.
- Nicolas Antoine Taunay.

## Œuvres
- Endymion endormi, 1756, Worcester, Worcester Art Museum.
- Chartreux priant pendant un orage, 1760, Lyon, église Saint-Bruno-les-Chartreux.
- Clytie métamorphosée en tournesol par amour pour Apollon, 1761, huile sur toile, Béziers, Musée des Beaux-Arts de Béziers.
- Latone métamorphose les paysans de Lycie en grenouilles, années 1760, huile sur toile, Béziers, Musée des Beaux-Arts de Béziers.
- Éthra indiquant à son fils Thésée où son père a caché ses armes, 1768, huile sur toile, Los Angeles, musée d'Art du comté de Los Angeles.
- La Science, La Prudence, La Force, La Vérité, La Religion et La Justice, 1768-1769, Douai, Grand’chambre du parlement de Flandres.
- Caius Furius Cressinus accusé de sortilège, 1777, huile sur toile, Toulouse, musée des Augustins[3].
- La Mort de Du Guesclin, 1777, huile sur toile, Paris, musée du Louvre.
- Étude de tête de guerrier casqué, 1779, Rouen, musée des Beaux-Arts[4].
- Sainte Madeleine, 1780, huile sur toile, Salins-les-Bains, musée Max-Claudet[5].
- Virginius prêt à poignarder sa fille Virginie, 1783, Vizille, musée de la Révolution française.
- Le Jeune fils de Scipion rendu à son père par Antiochos, 1787, huile sur toile, 324 × 259 cm, Nantes, musée des Beaux-Arts[6].
- Le Serment d'Achille sur le corps de Patrocle, pierre noire, estompe et fusain sur papier, 25,8 × 39,8 cm, Paris, Beaux-Arts de Paris[7]. Brenet ne peignit qu'un seul sujet tiré de l'épopée d'Homère, Le Combat des grecs et des Troyens sur le corps d'Hector, qui lui fut commandé en 1780. Cet épisode précède de peu celui du Serment d'Achille. La publication la même année par Paul Jérémie Bitaubé d'une nouvelle traduction de l'Iliade, a sans doute inspiré l'artiste[8].

Œuvres de Nicolas Guy Brenet
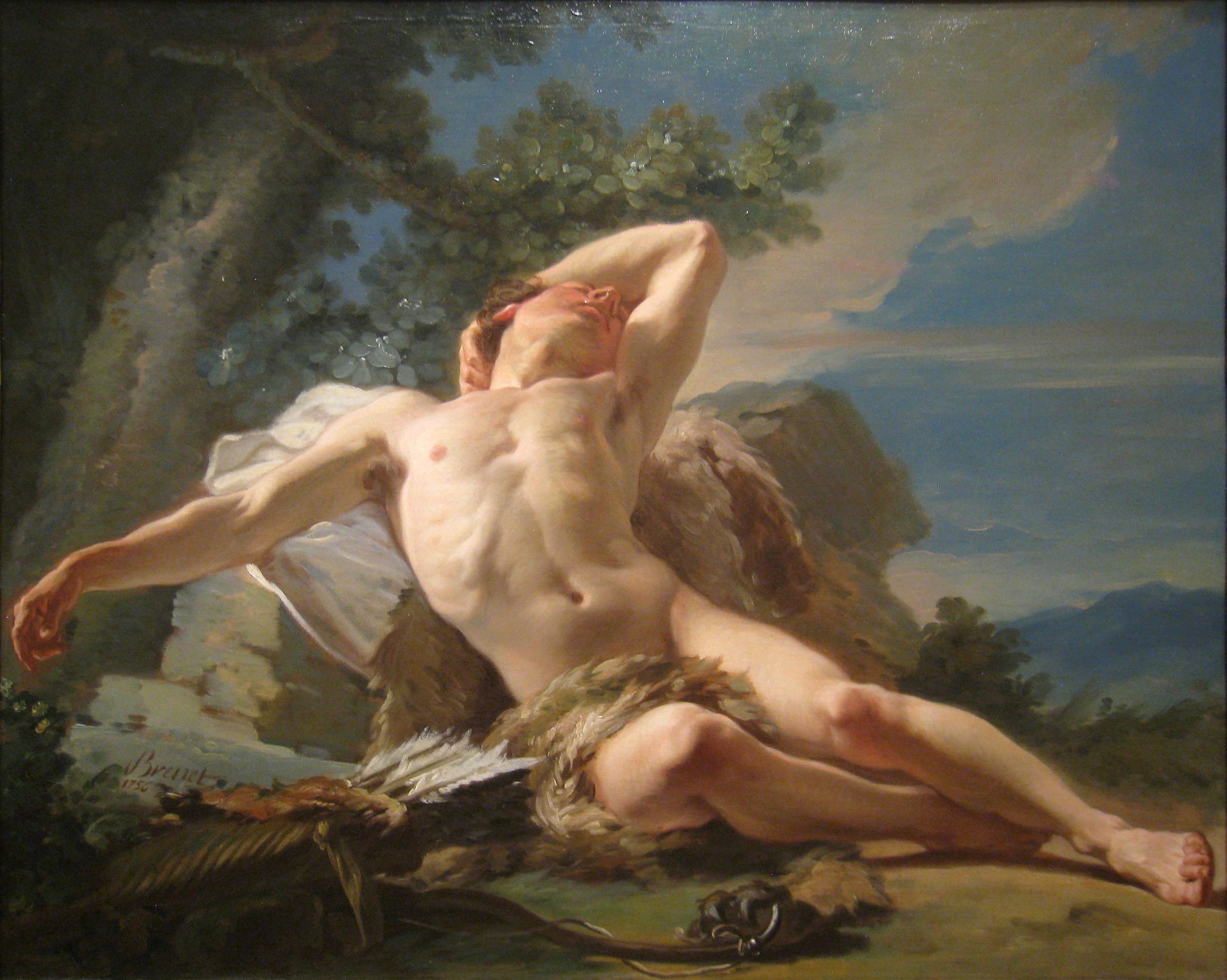
Le Sommeil d'Endymion, 1756, Worcester Art Museum.
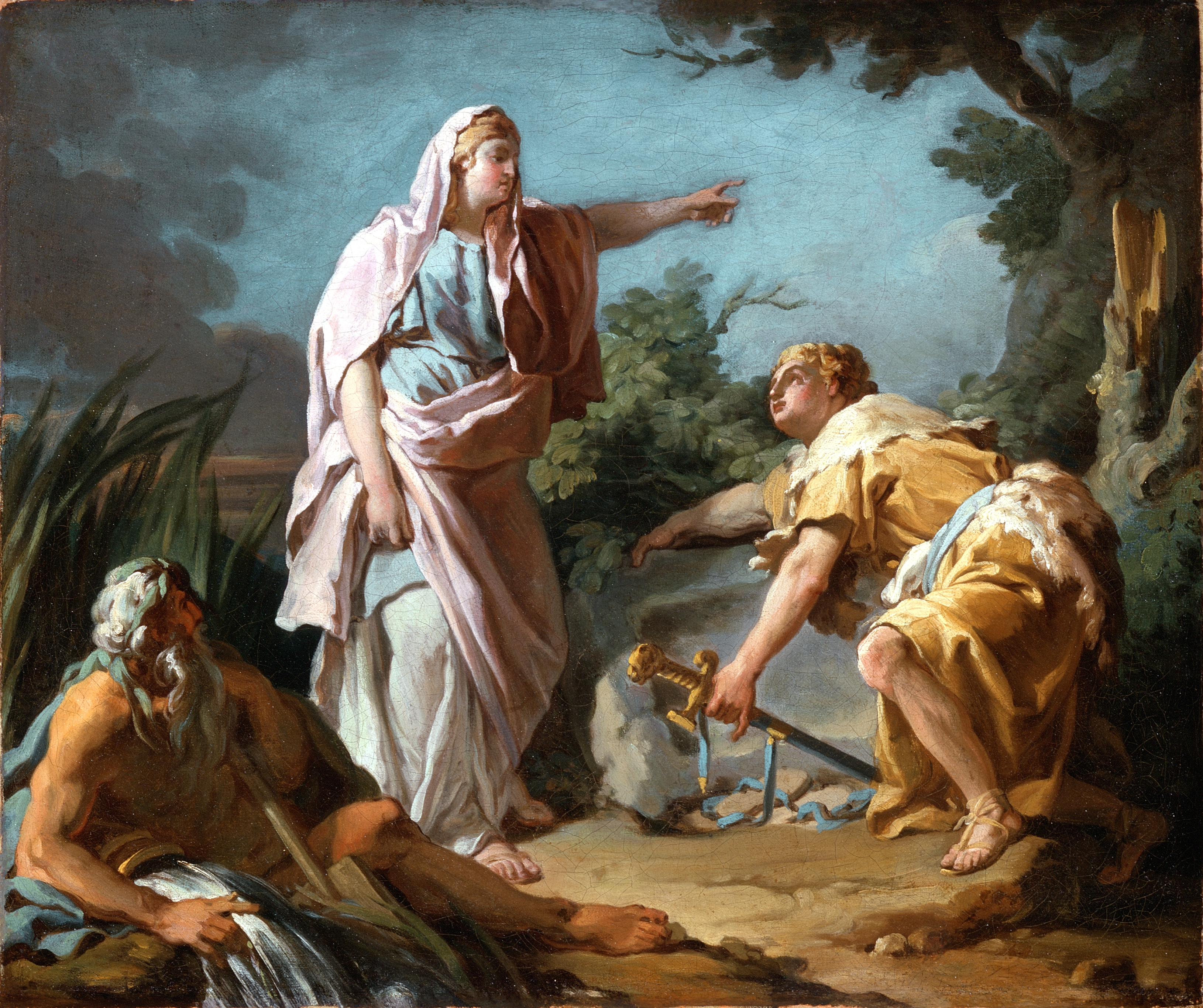
Aethra montrant à son fils Thésée l'endroit où son père a caché ses armes, 1768, musée d'Art du comté de Los Angeles.
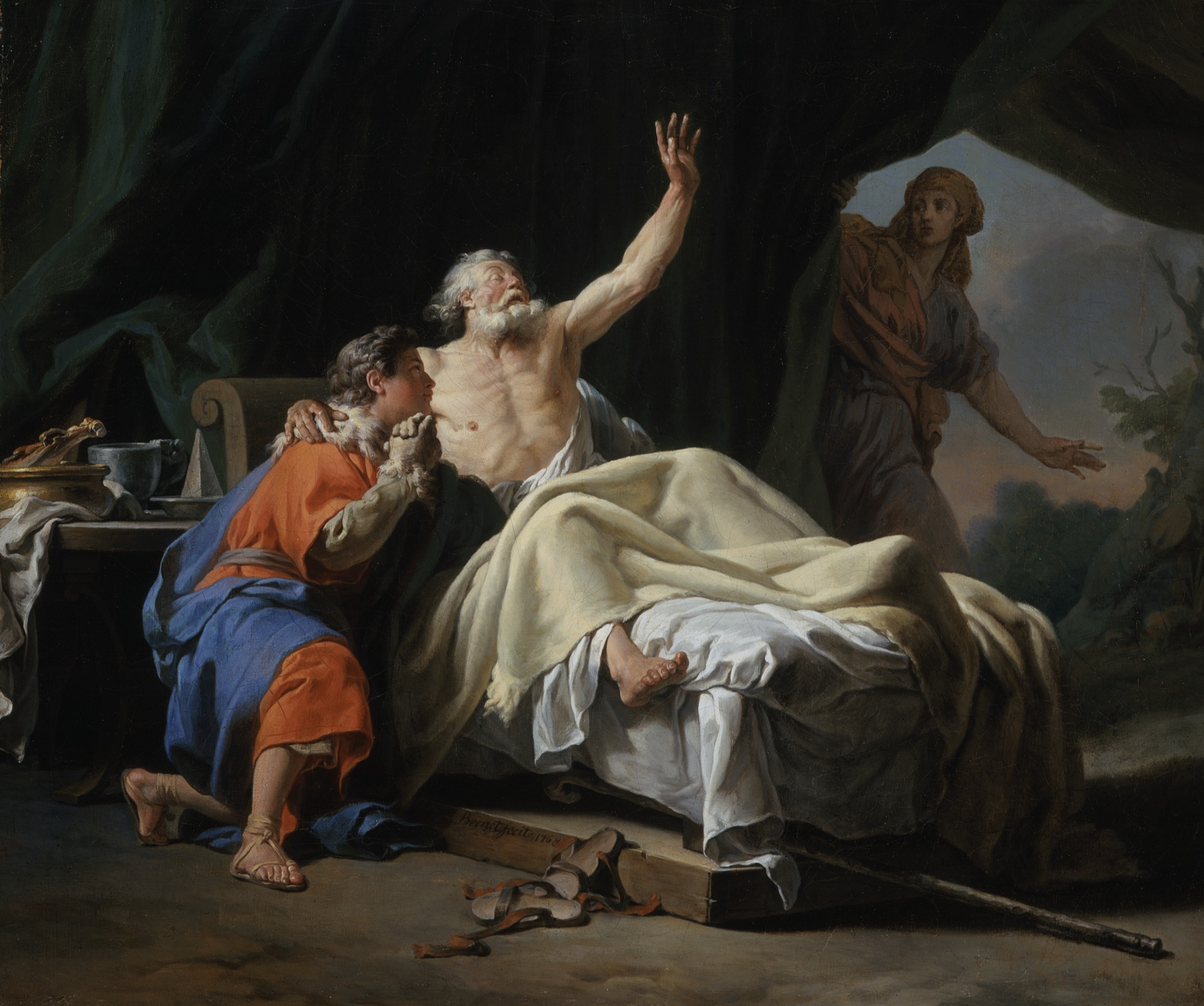
Isaac bénissant Jacob, 1768, musée d'Art du comté de Los Angeles.
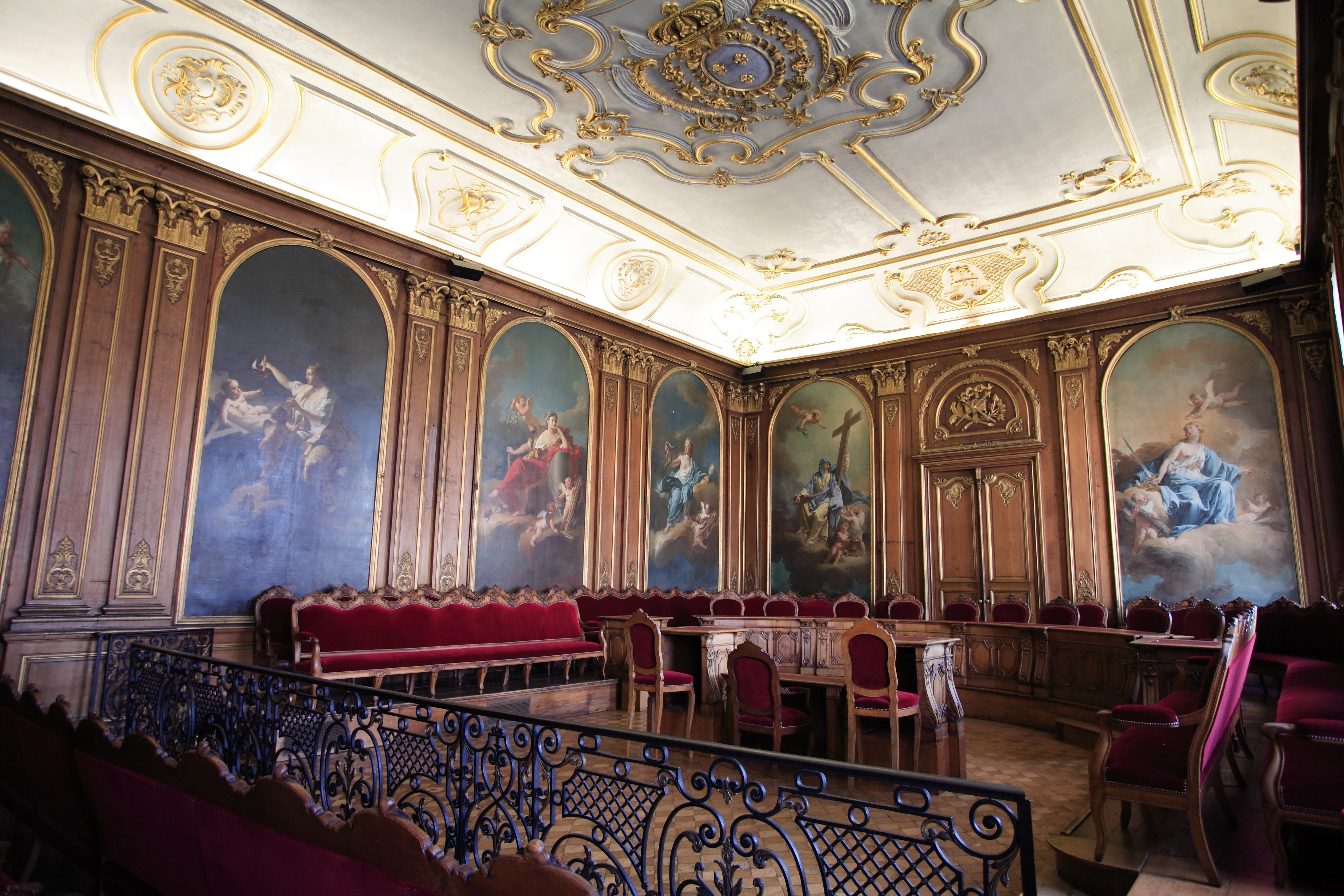
La Science, La Prudence, La Force, La Vérité, La Religion, La Justice, 1768-1769, Douai, Grand ’chambre du parlement de Flandres.
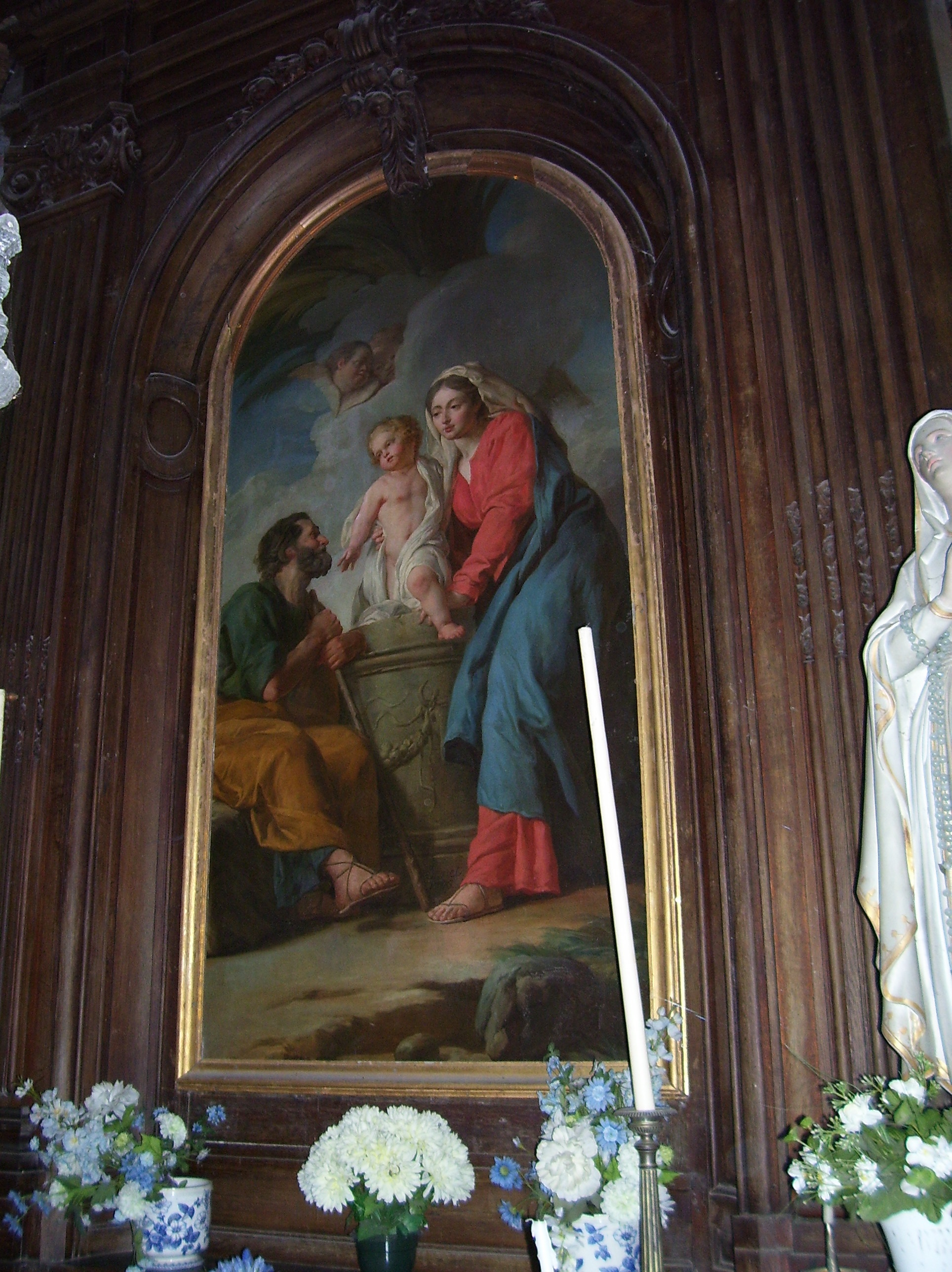
La Sainte Famille, 1776, Bazoques, église Saint-Martin.
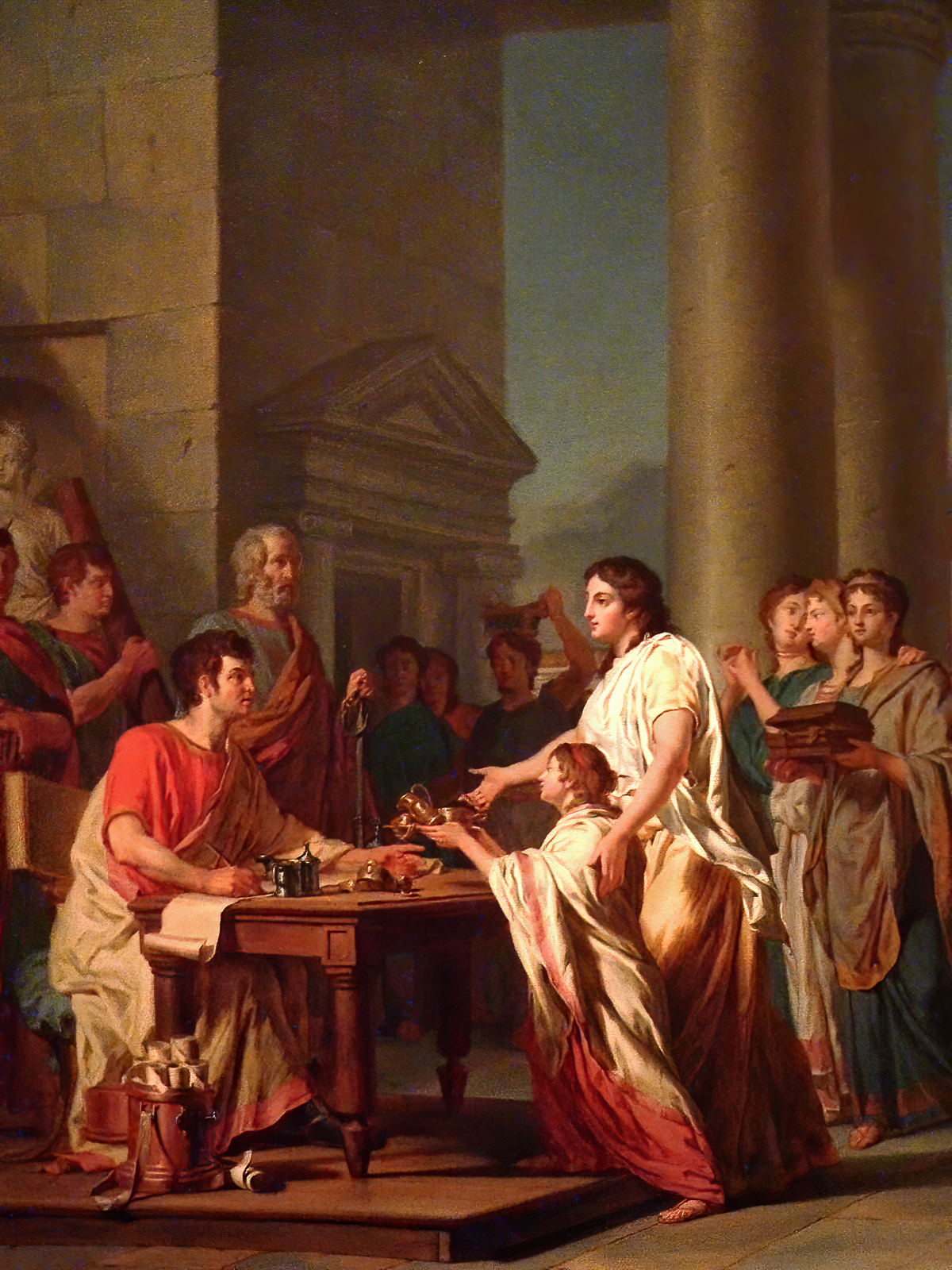
La Piété et la charité des femmes romaines, 1785, Salt Lake City, Utah Museum of Fine Arts.